# Långtjärnen (Degerfors socken, Västerbotten, 715643-165647)
Långtjärnen är en sjö i Vindelns kommun i Västerbotten och ingår i Umeälvens huvudavrinningsområde. Sjön har en area på 0,277 kvadratkilometer och ligger 216,9 meter över havet.

## Delavrinningsområde
Långtjärnen ingår i det delavrinningsområde (715765-165558) som SMHI kallar för Utloppet av Ekorrträsket. Medelhöjden är 237 meter över havet och ytan är 15,14 kvadratkilometer. Räknas de 7 avrinningsområdena uppströms in blir den ackumulerade arean 74,56 kvadratkilometer. Ekorrbäcken som avvattnar avrinningsområdet har biflödesordning 3, vilket innebär att vattnet flödar genom totalt 3 vattendrag innan det når havet efter 135 kilometer. Avrinningsområdet består mestadels av skog (70 procent). Avrinningsområdet har 2,83 kvadratkilometer vattenytor vilket ger det en sjöprocent på 19,2 procent.